# Uryū Sotokichi
Barón Uryū Sotokichi (瓜生 外吉?   2 de enero de 1857 – 11 de noviembre de 1937) fue un almirante de la Armada Imperial Japonesa, activo en la guerra ruso-japonesa, sobre todo en el batalla de Chemulpo y la batalla de Tsushima. Su nombre ha sido a veces transcrito como "Uriu Sotokichi", o "Uriu Sotokitchi", una transliteración del antigua ortografía kana. La ortografía es diferente para los métodos actuales aceptados de la transcripción, pero la pronunciación es la misma que la ortografía moderna para Uryū (うりゅう?). 

## Biografía
Nacido en una familia  samurai en el antiguo dominio de Kaga (actual Kanazawa en la prefectura de Ishikawa), Uryū se convirtió en uno de los primeros cadetes de la Academia Naval Imperial Japonesa pero no se graduó; en cambio, fue enviado luego a la Academia Naval de Estados Unidos en  Annapolis el 9 de junio de 1875, regresando el 2 de octubre de 1881
Comisionado como teniente, sirvió a bordo de varios barcos a lo largo de la década de 1880, incluyendo la corbeta Kaimon, the ironclad Fusō, y la corbeta Nisshin. El 23 de julio de 1891, asumió su primer mando: el cañonero Akagi. Promovido a capitán en 1891, fue luego enviado como agregado naval a Francia desde el 5 de septiembre de 1892 al 31 de agosto de 1896.
Tras el estallido de la primera guerra sino-japonesa, Uryu estuvo brevemente al mando del nuevo crucero Akitsushima, seguido de su antiguo barco, Fusō.
El 28 de diciembre de 1897, Uryū enfrentó a un consejo de guerra debido a una colisión en la Seto Inland Sea en tiempo tormentoso entre los cruceros Itsukushima y Matsushima, y fue condenado a prisión por tres meses del 5 de abril de 1898. Sin embargo, esto no parece hacer daño a su carrera, ya que fue nombrado capitán del Matsushima el 1 de febrero de 1899, y el acorazado Yashima el 16 de junio de 1898. Se convirtió en contralmirante y Jefe del Estado Mayor de la Armada Imperial Japonesa el 21 de mayo de 1900.

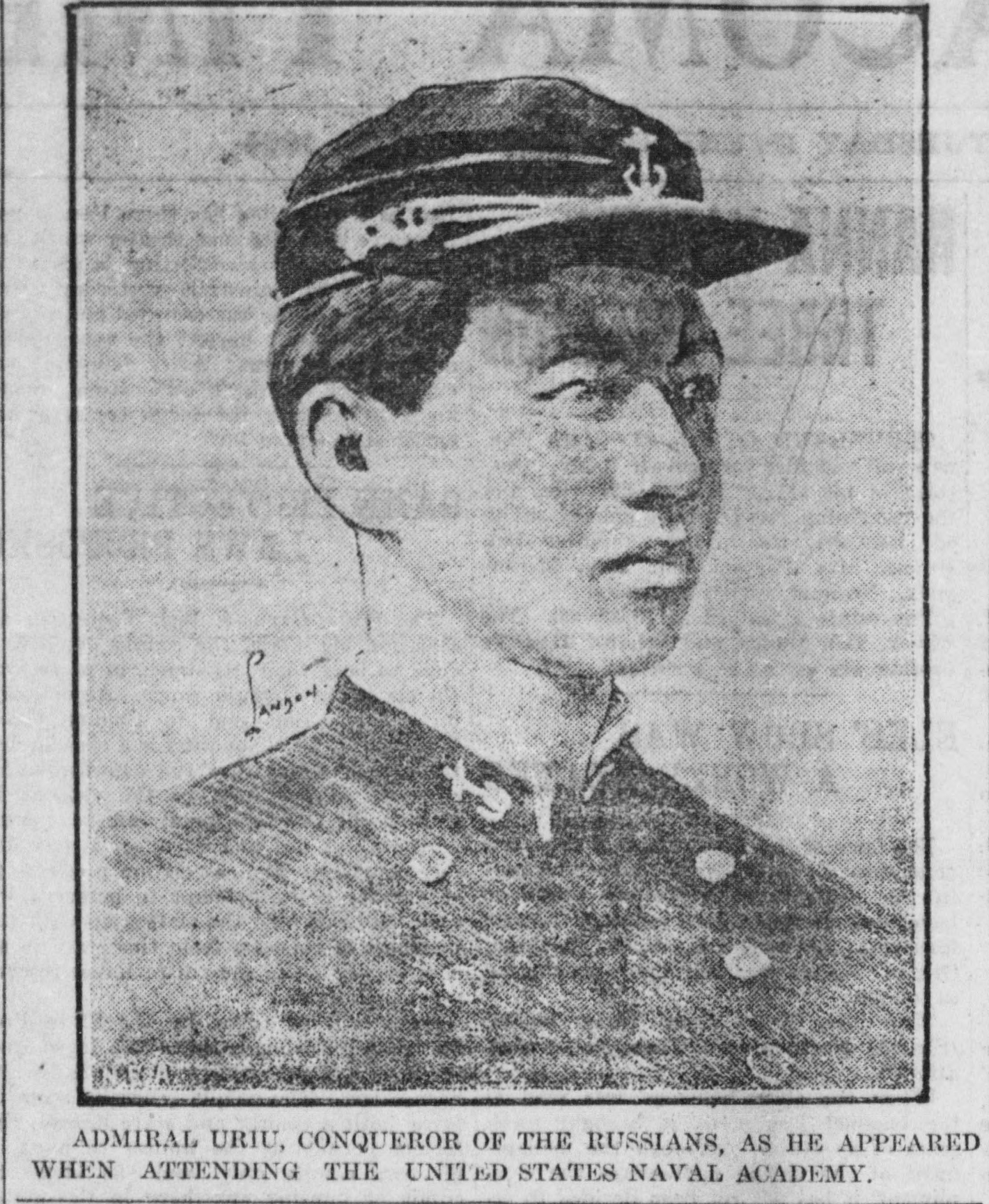
Uryū, con el uniforme de la Academia Naval de los Estados Unidos.

Uryū fue ascendido a vicealmirante el 6 de junio de 1904. Durante la guerra ruso-japonesa, estuvo al mando del Segundo Escuadrón en la batalla de Chemulpo, que resultó en la destrucción del crucero ruso Varyag y el cañonero Korietz.  Por su servicio en la guerra, fue condecorado con la Orden del Sol Naciente (primera clase) y la Orden del Cometa Dorado (segunda clase) en 1906.
Fue asignado comandante del distrito naval de Sasebo el 22 de noviembre de 1906, fue nombrado con el título de danshaku (barón) bajo el sistema nobiliario kazoku el 21 de septiembre de 1907.
Comandante designado del distrito naval de Yokozuka el 1 de diciembre de 1909, Uryū fue hecho almirante el 16 de octubre de 1912. Fue el representante oficial de Japón en las ceremonias de inauguración del Canal de Panamá el mismo año. Desde 1922 hasta 1925, se desempeñó en el  Cámara de los pares en la Dieta de Japón. Entró en la lista de reserva en 1927, y murió en 1937.
Su tumba está en el cementerio de Aoyama en Tokio. Él fue un defensor permanente de mejorar los lazos con los Estados Unidos.